# Roberto Louvin
Roberto Louvin (Aosta, 1960) és un advocat i polític valldostà. Es llicencià en dret a la Universitat de Torí. Militant de les Jeunesse Valdôtaines i d'Unió Valldostana, fou elegit diputat a les eleccions regionals de 1998 i després de la dimissió de Dino Viérin fou nomenat president del Consell de la Vall, des d'on fou un dels promotors de la fundació de la Universitat de la Vall d'Aosta, on ha estat professor de dret. El 2003 deixà el càrrec. El 2005 deixà UV i va fundar Vallée d'Aoste Vive, amb la que ha estat candidat a l'alcaldia d'Aosta.